# Ulzzang

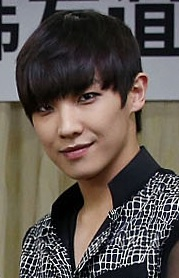
Lee Joon tornou-se famoso através do seu estilo Ulzzang.

Ulzzang (em coreano:얼짱, escutarⓘ) também conhecido como eoljjang ou uljjang, é um termo sul-coreano muito popular que significa "melhor face" ou "boa aparência". É utilizado para descrever uma pessoa que segue o estilo específico de moda. Ganham popularidade na internet através de concursos, onde suas fotos são julgadas e escolhidas pelos eleitores, no entanto muitos ganham fama através das redes sociais como o site Cyworld ou ganham fama em suas escolas ou locais de trabalho.
Muitos ulzzang viram modelos nos sites mais populares de moda da Coreia, outros entram no entretenimento coreano e chegam ao estrelato.
Em 2003 e 2004 foi a palavra mais citado nos sites de buscas da coreia, mostrando a popularidade desta subcultura.
Embora a palavra se originou na Coreia do Sul, os seguidores de tais tendências podem ser vistas no Japão, China, Taiwan, Malásia, Vietnã, Tailândia, Indonésia e no Brasil, onde são chamados de brazzang.
Os Latinos também ganharam seu espaço no mundo Ulzzang sendo muito reconhecidos na internet como Latin Ulzzangs na rede social Cyworld e até mesmo no Facebook.

## Etimologia

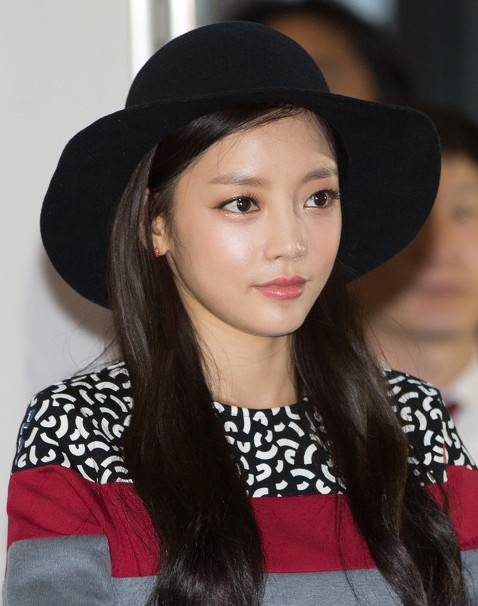
Goo Hara, cantora e atriz sul-coreana, famosa por seu estilo Ulzzang.

A palavra ulzzang, literalmente "melhor face", é derivado das palavras eolgul (coreano: 얼굴) significa "rosto"; e jjang (coreano: 짱) uma gíria que significa "melhor". O termo é frequentemente usado por internautas para concursos que concorrem ao título de ulzzang, mas desde então tem evoluído em uma subcultura ou estilo, em vez de um evento de competição.

## Derivados
Após o crescimento dos ulzzangs na Coreia do Sul, outras subculturas cresceram sobre este conceito como o termo Momjjang, usado para pessoas que presam por um corpo estranho, e Gangjjang usada para pessoas que são contrários ao estilo ulzzang.

## Estilo
Um ulzzang é uma pessoa que possui um padrão de face e corporal atraente, no entanto, o termo com o decorrer dos anos foi perdendo seu real sentido. Muitos jovens para entrarem nos padrões recorreram a estilos de maquiagem e de edição de imagens. cílios postiços e lentes de contato são uns dos utensílios mais utilizados entre esta subcultura. Além da utilização de maquiagens, roupas e acessórios, programas de edição  de imagem como o Photoshop aprimoram e realçam os atributos de um ulzzang.

## Ulzzangs famosos

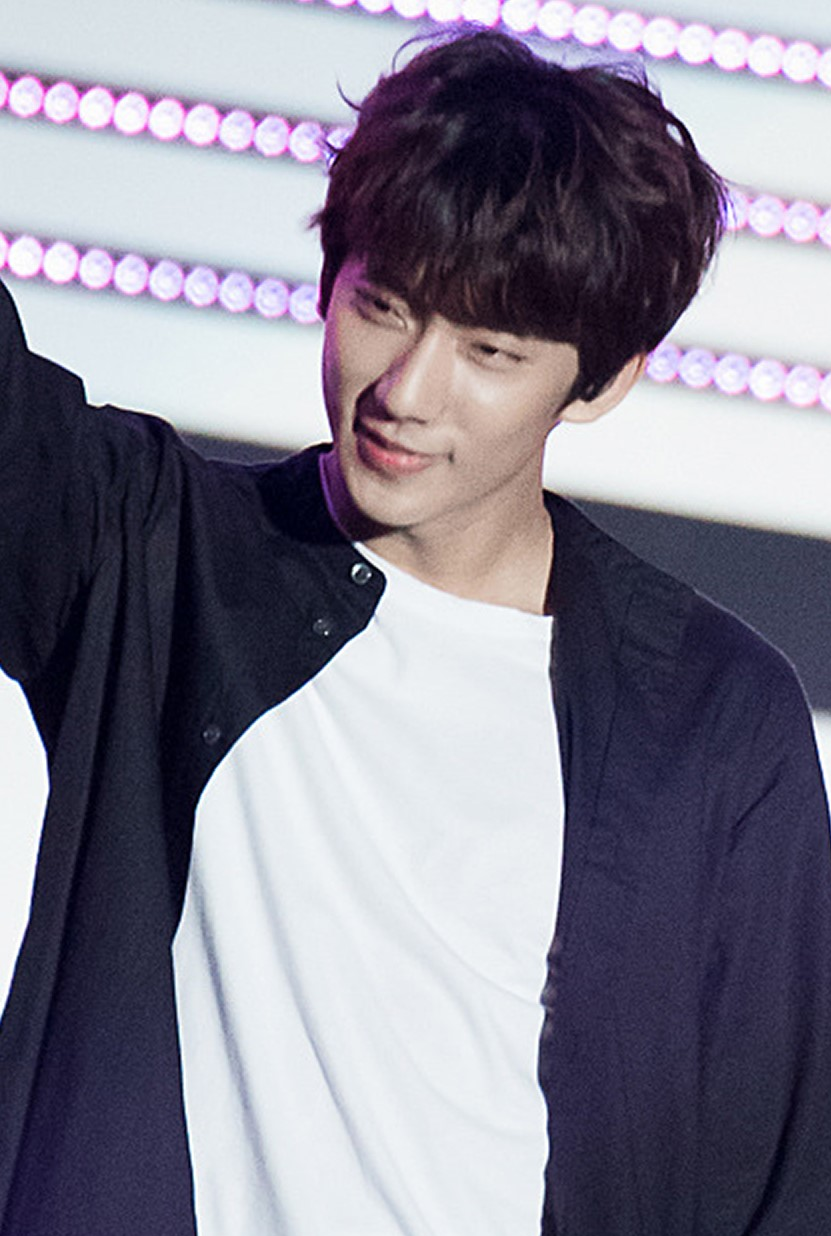
Gongchan
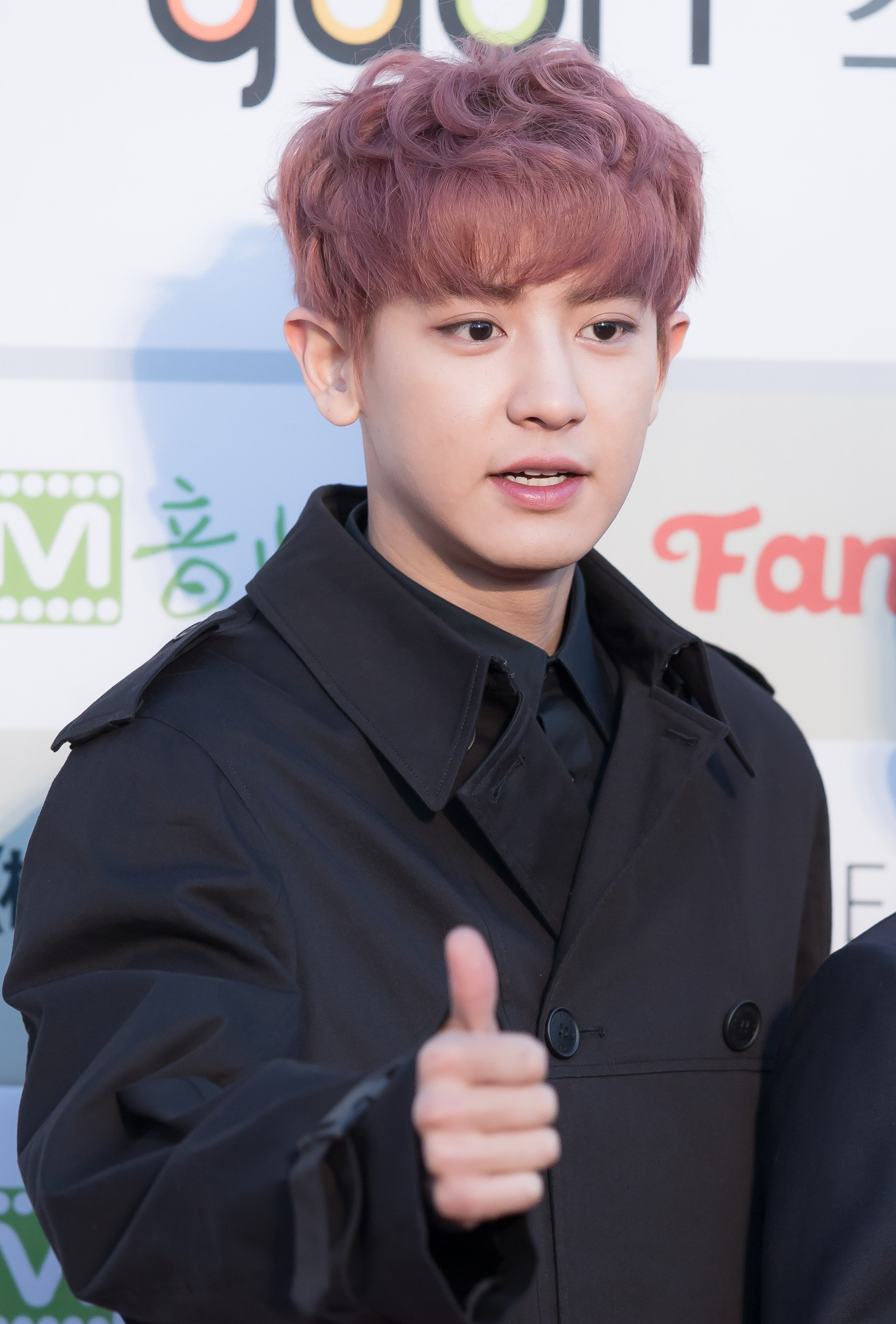
Chanyeol
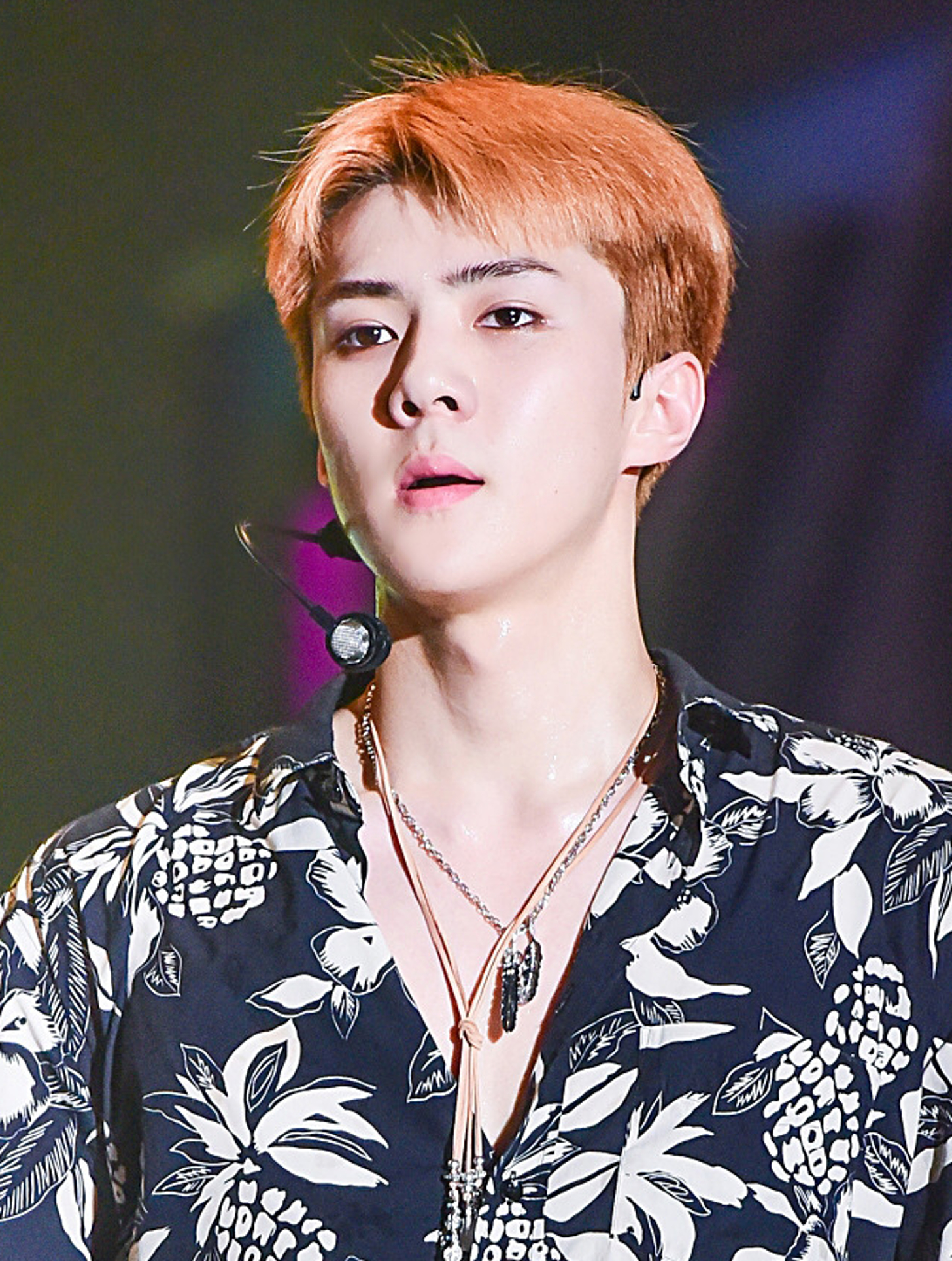
Sehun
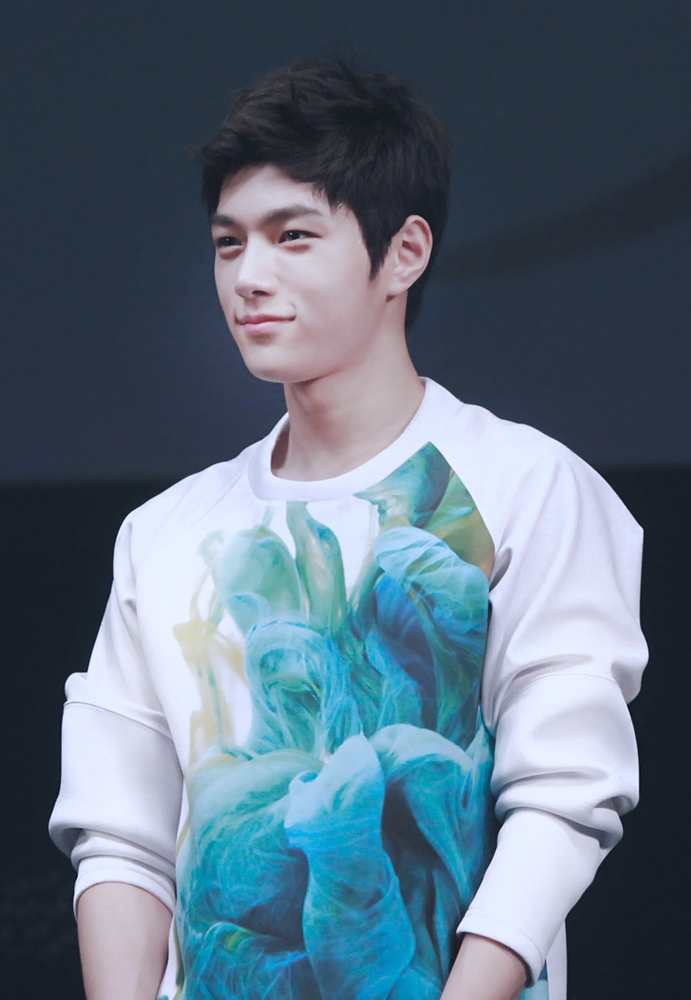
L
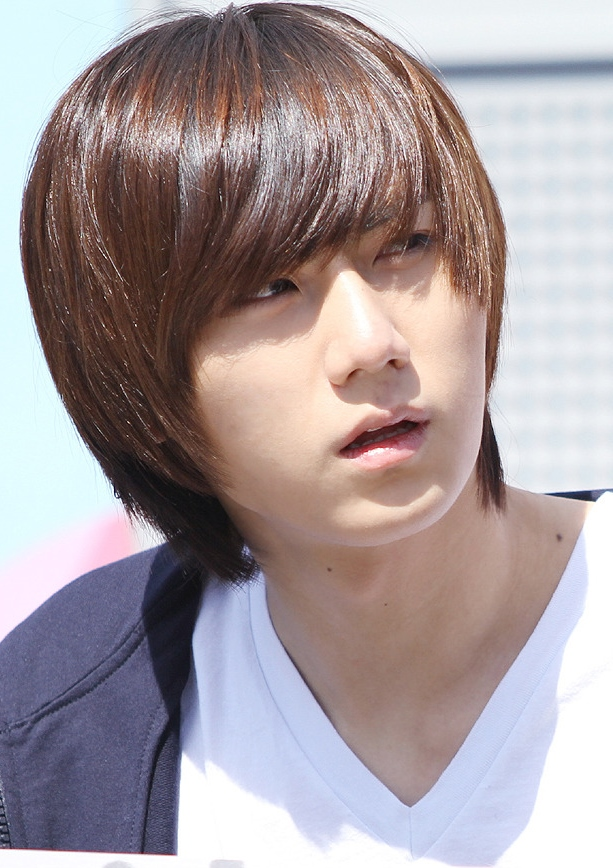
Hyunseung
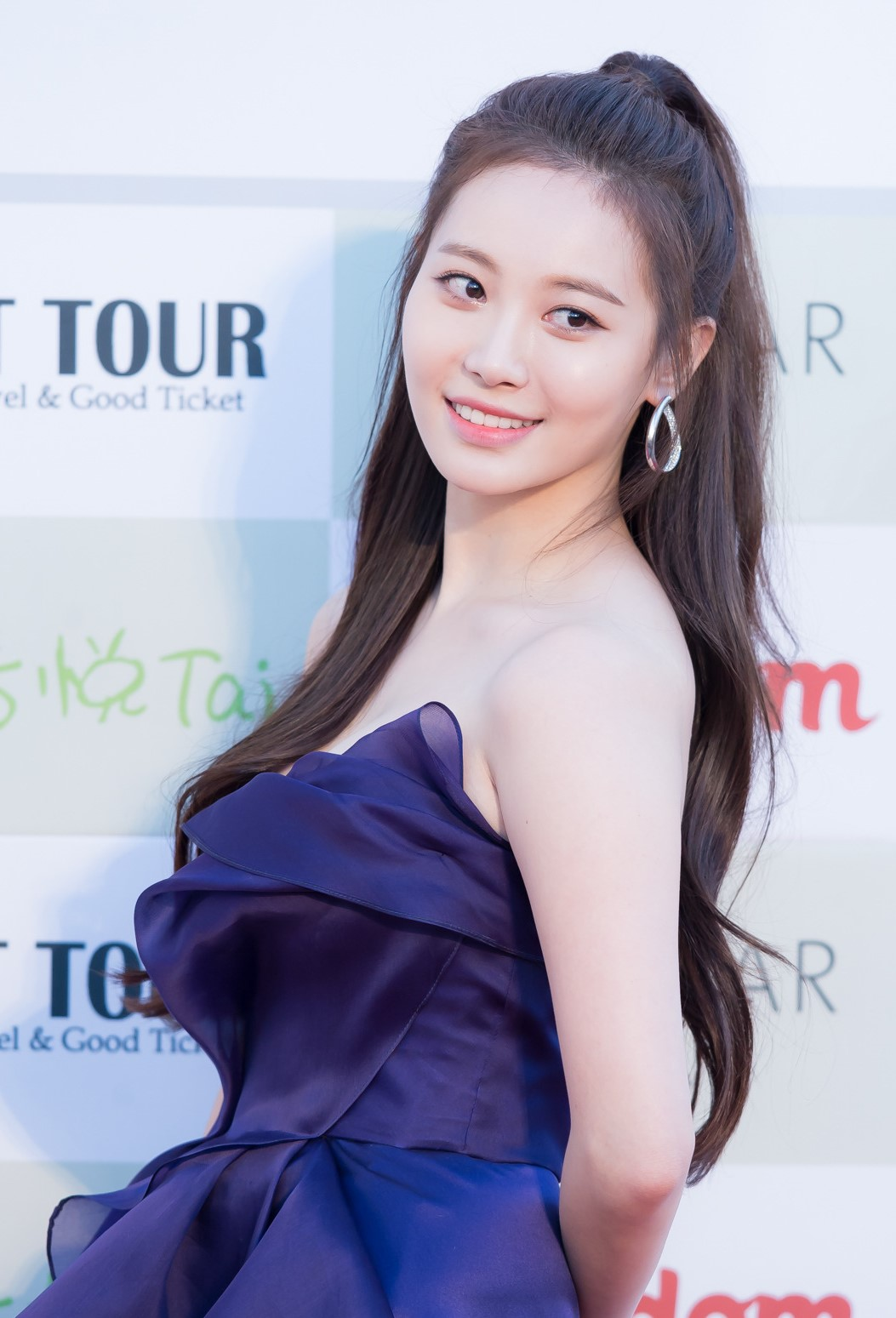
Yura
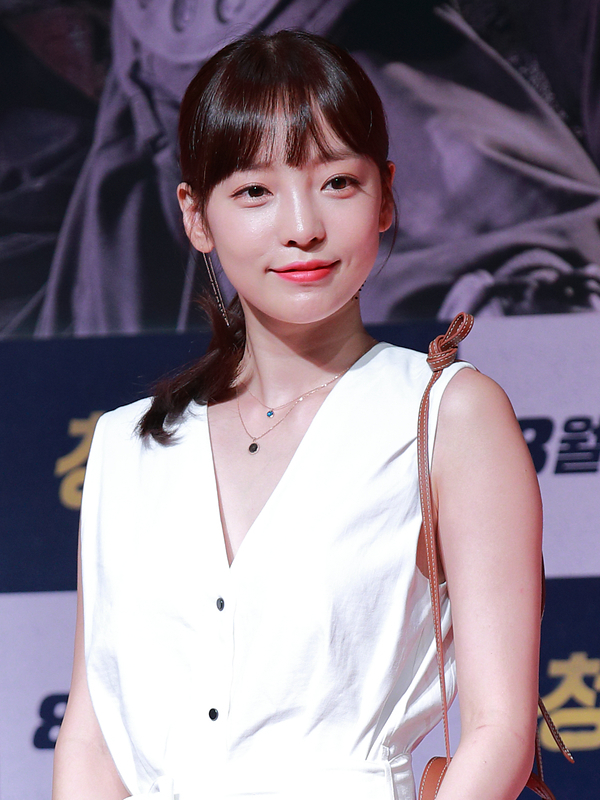
Hara
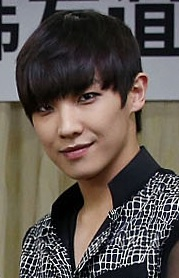
Lee Joon
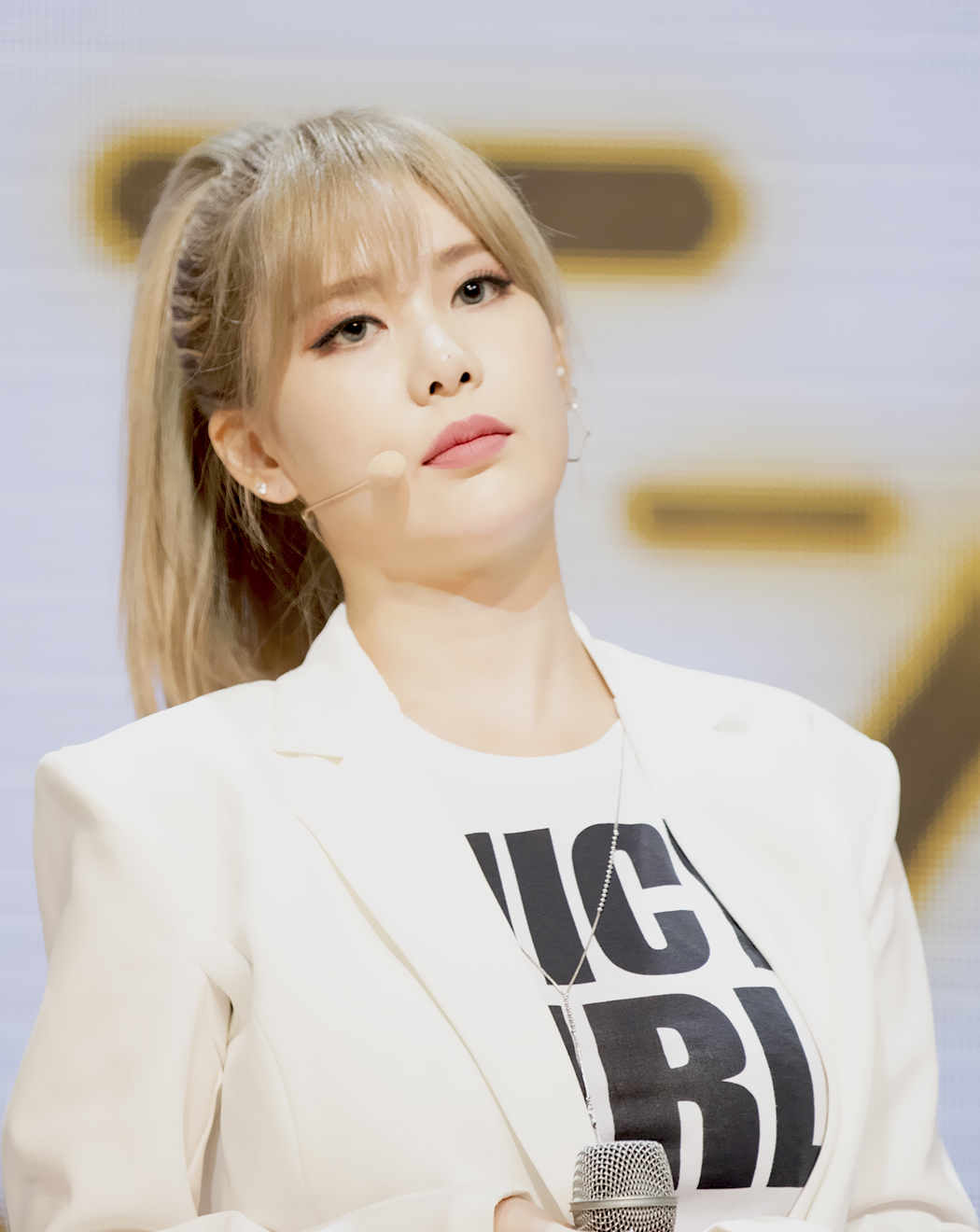
Qri
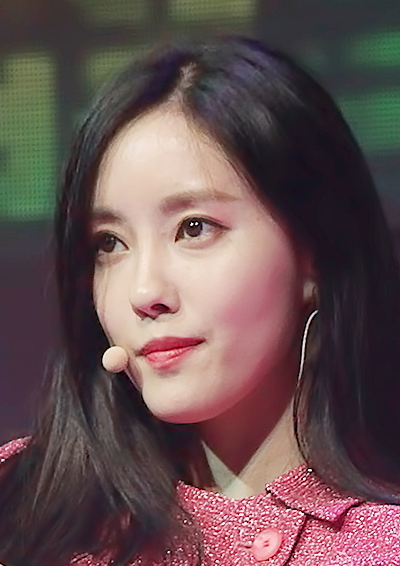
Hyomin
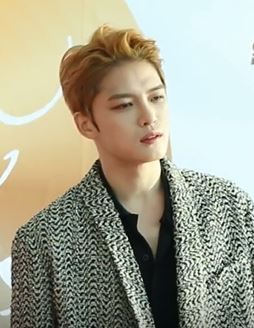
Kim Jae-joong
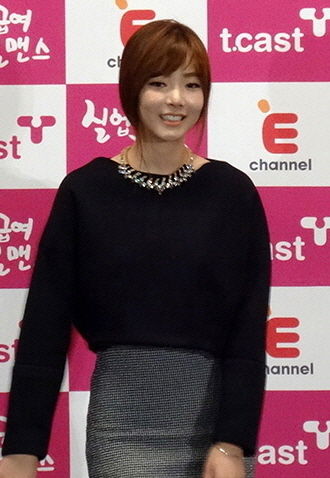
Bae Seul-ki
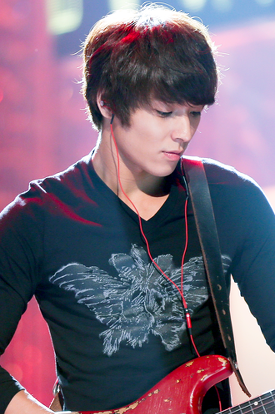
Jonghoon
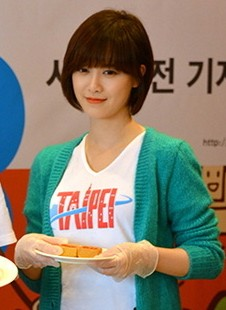
Ku Hye-sun
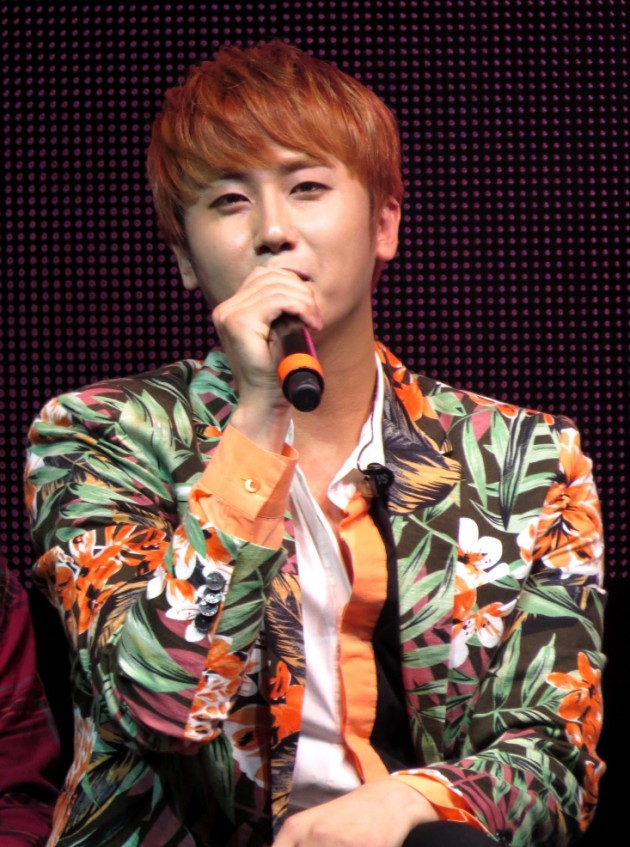
Heo Young-saeng
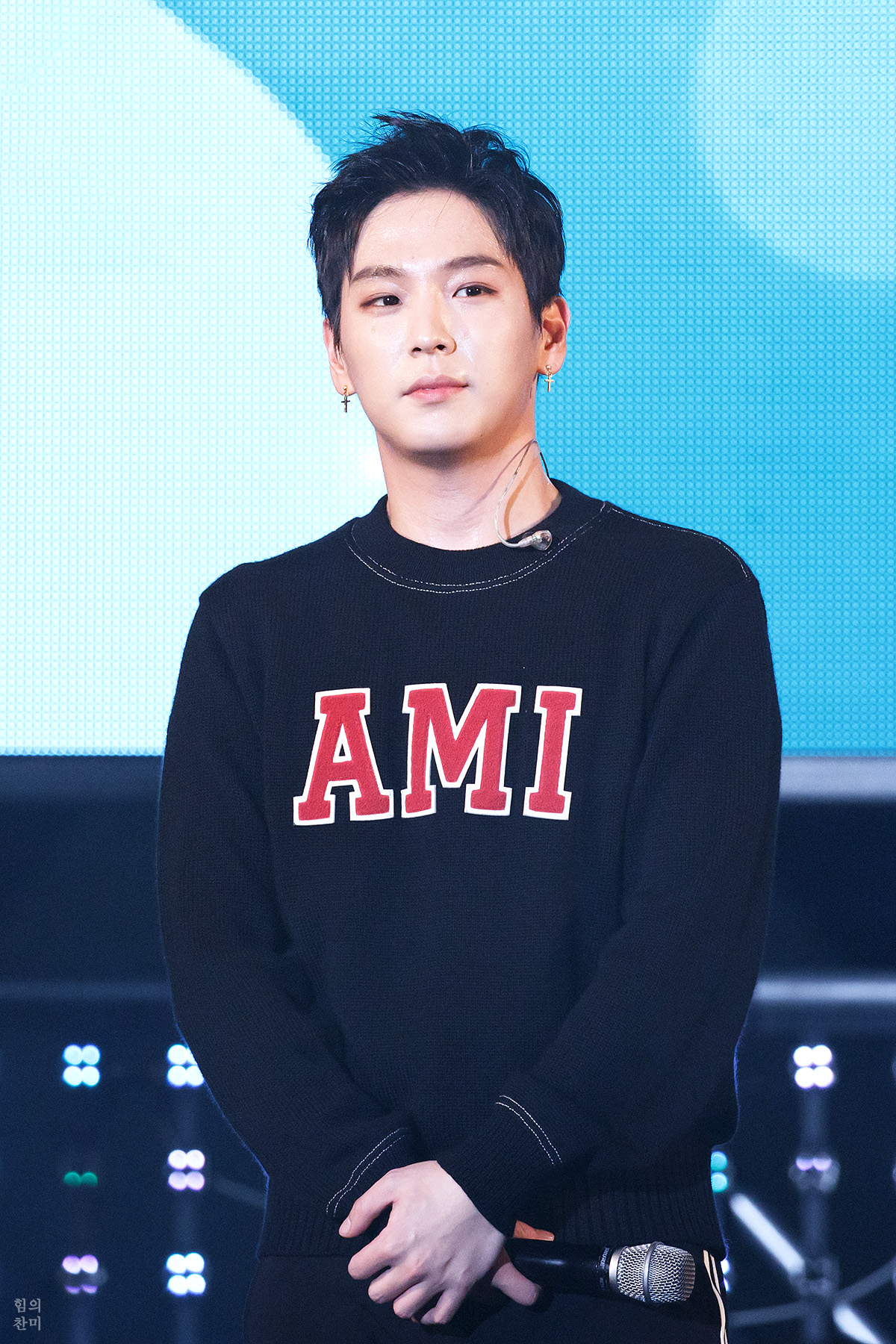
Himchan
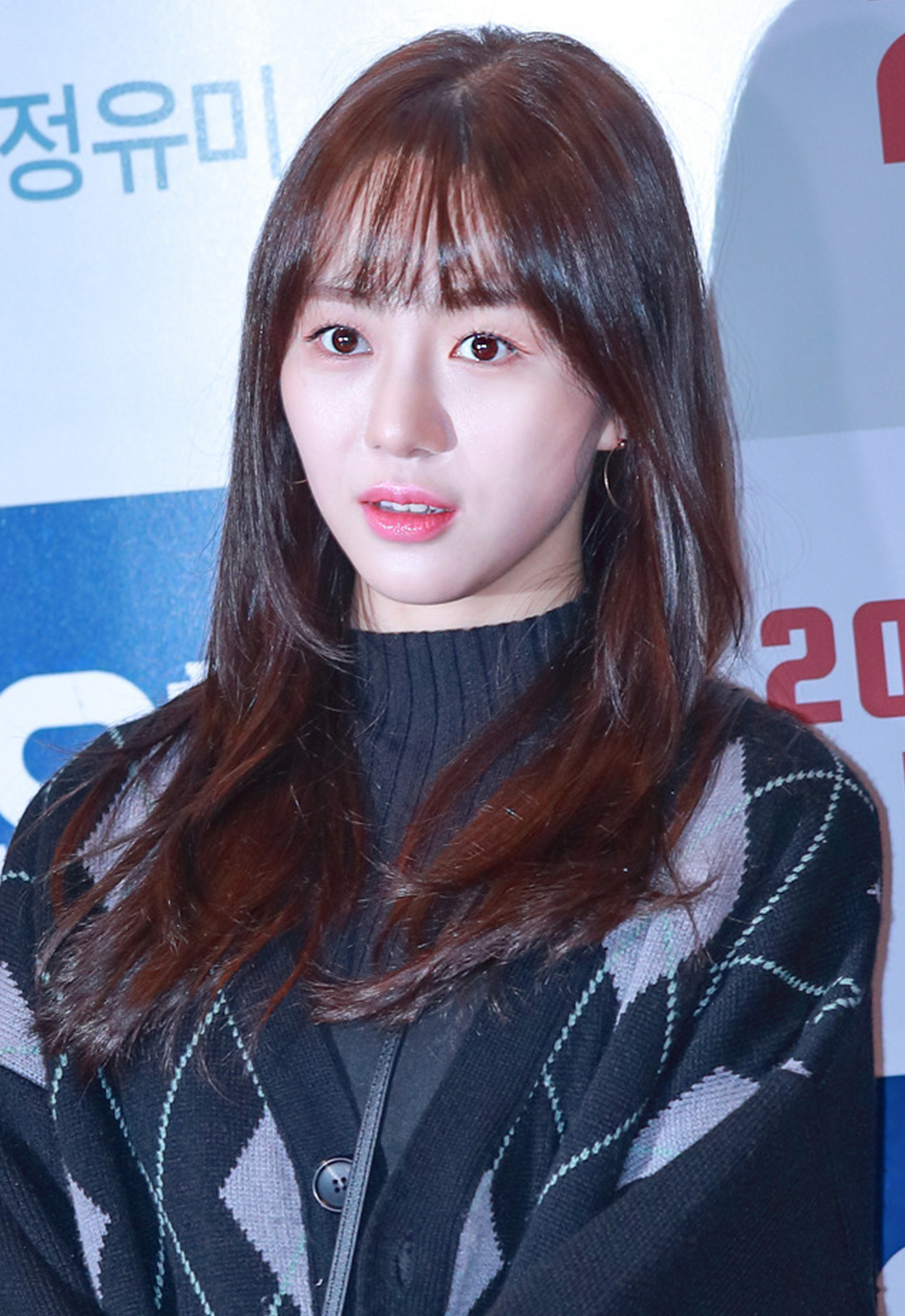
Mina
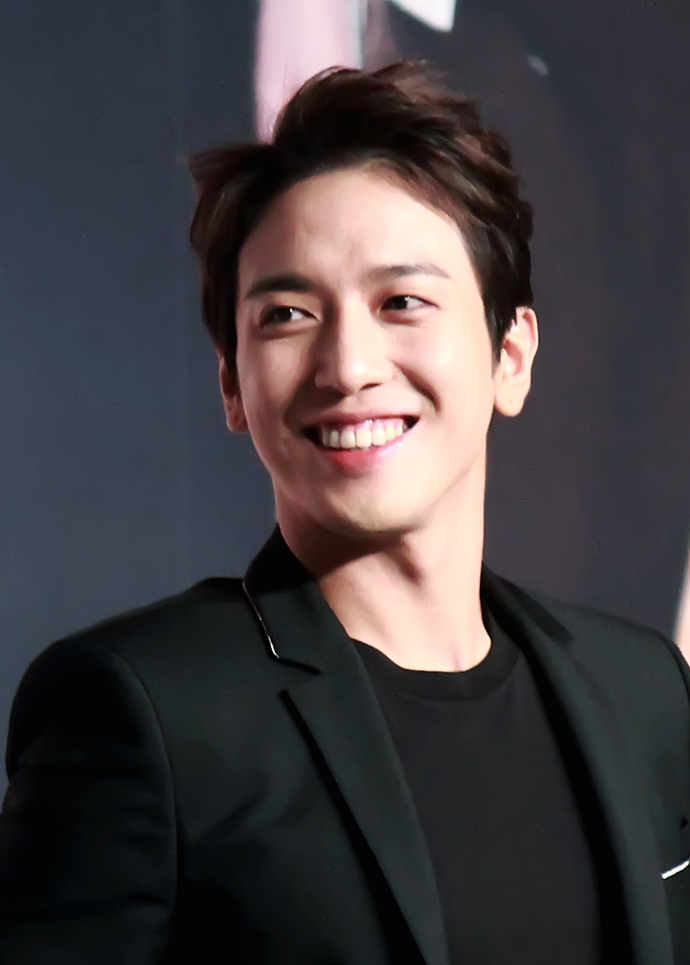
Yonghwa
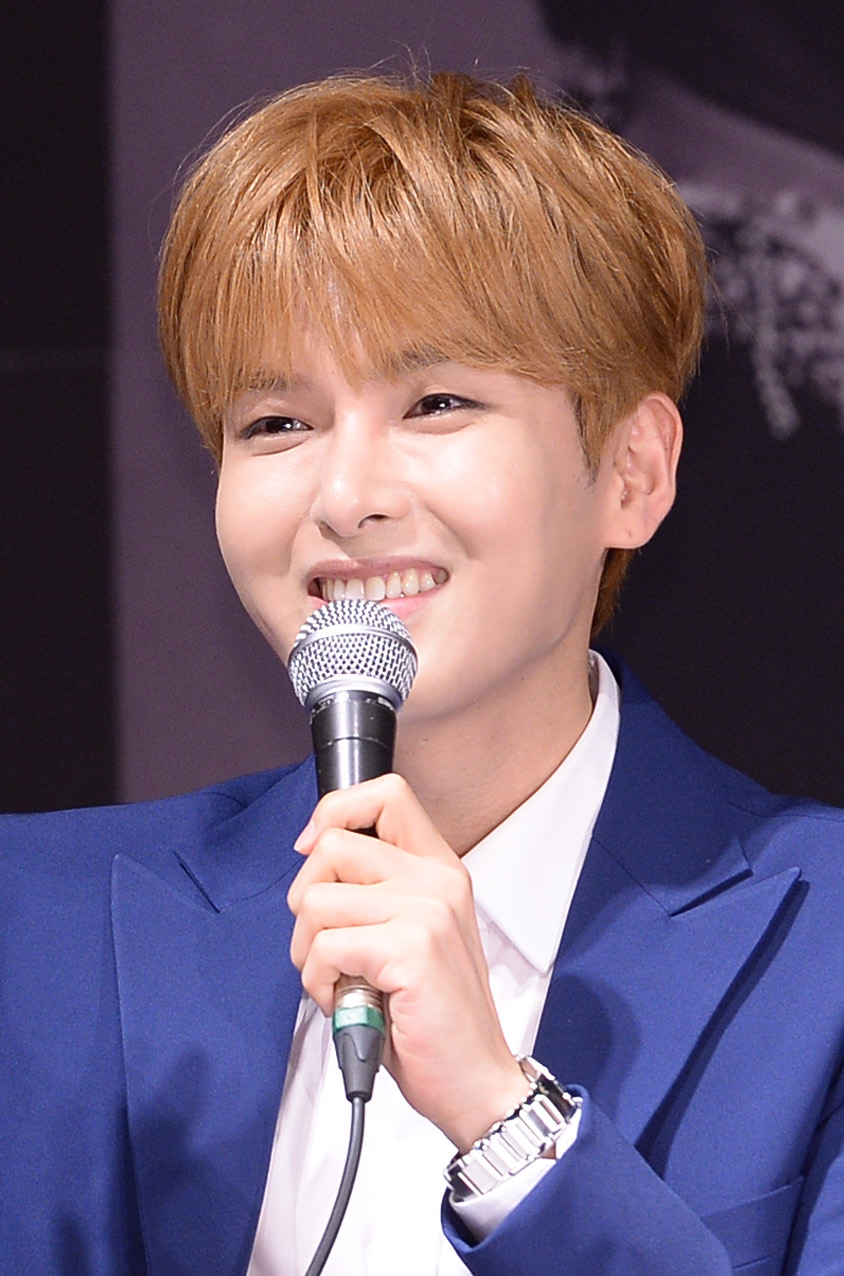
Ryeowook
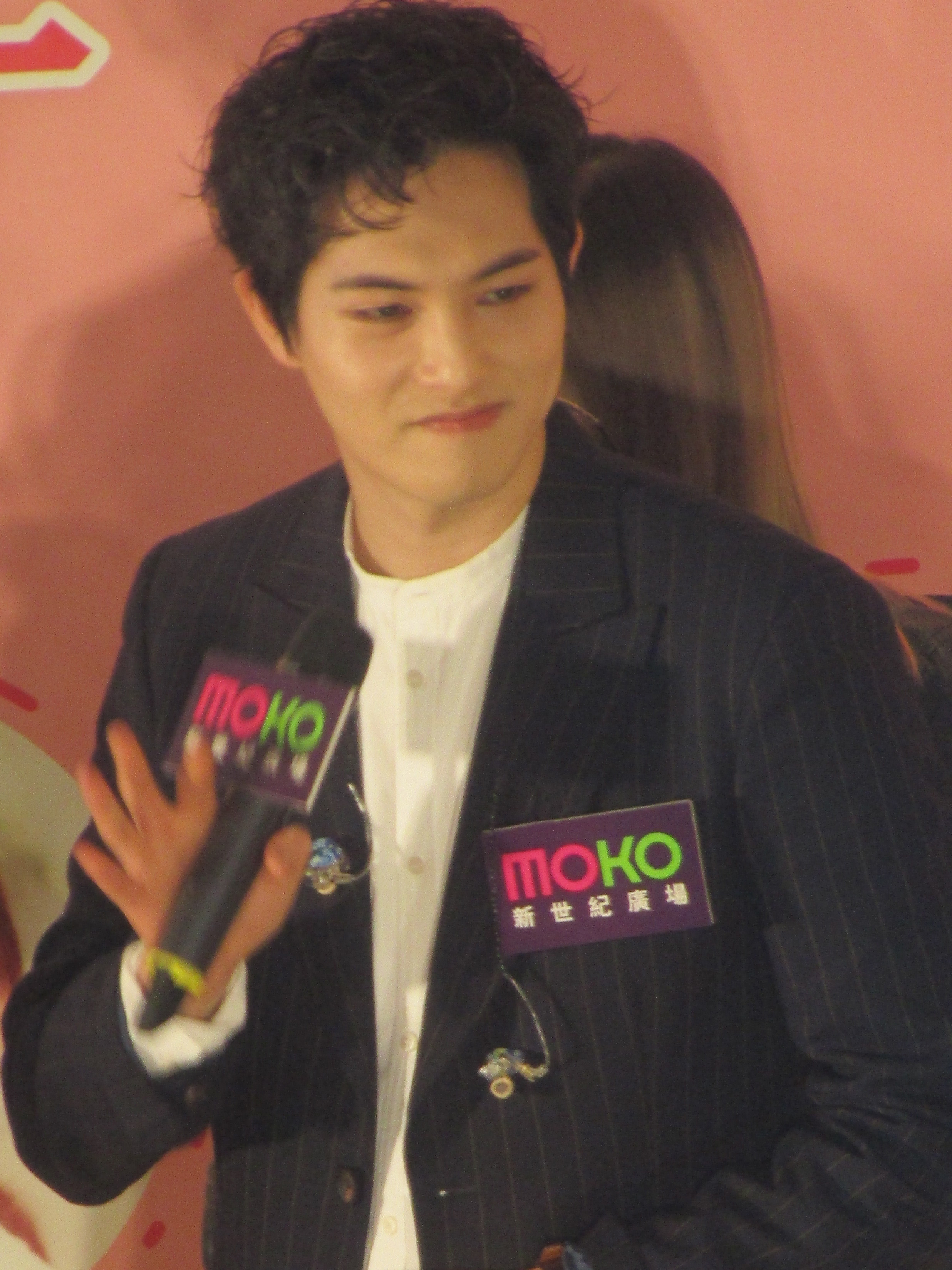
Lee Jong-hyun
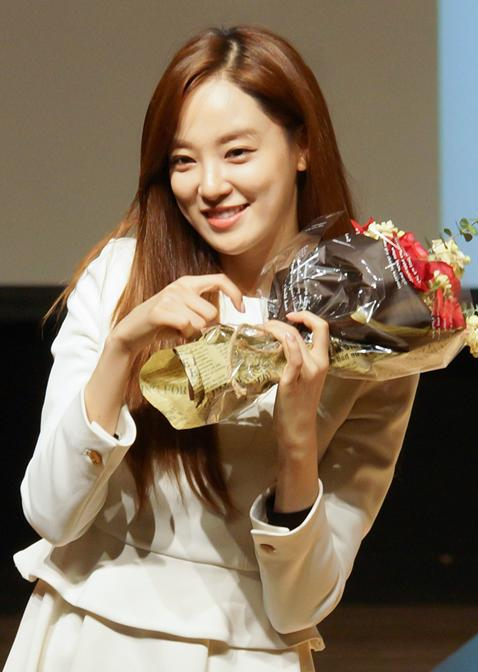
Jooyeon
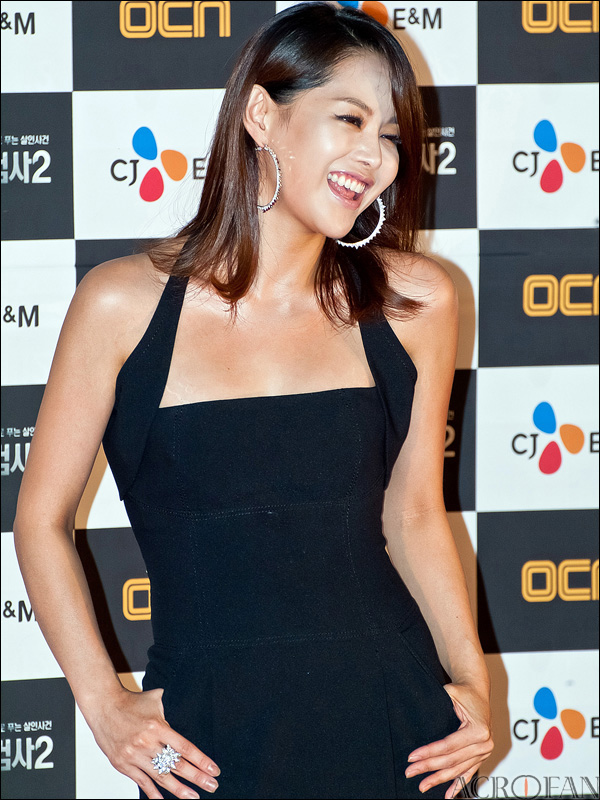
Lee Young-ah
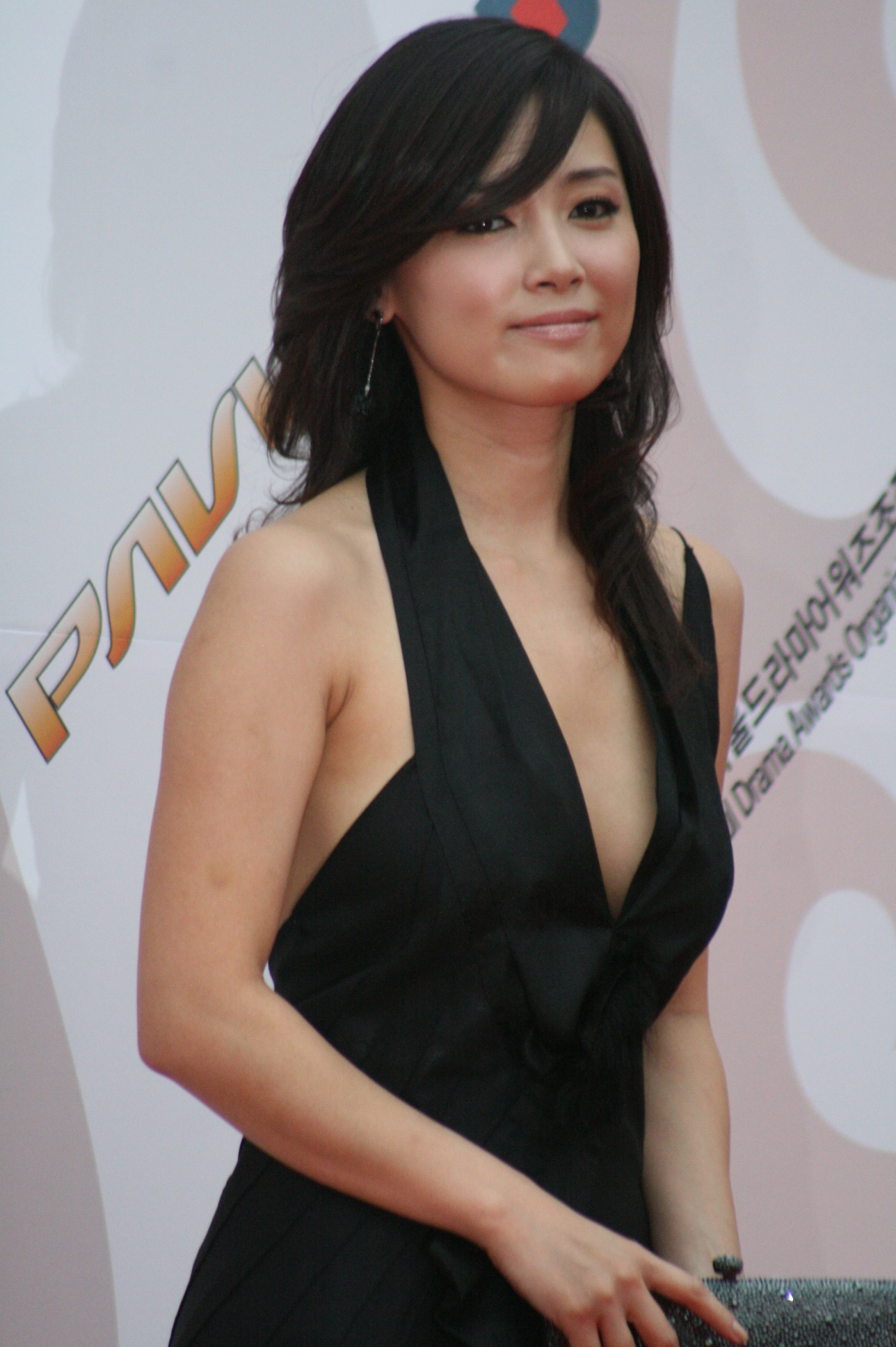
Nam Sang-mi
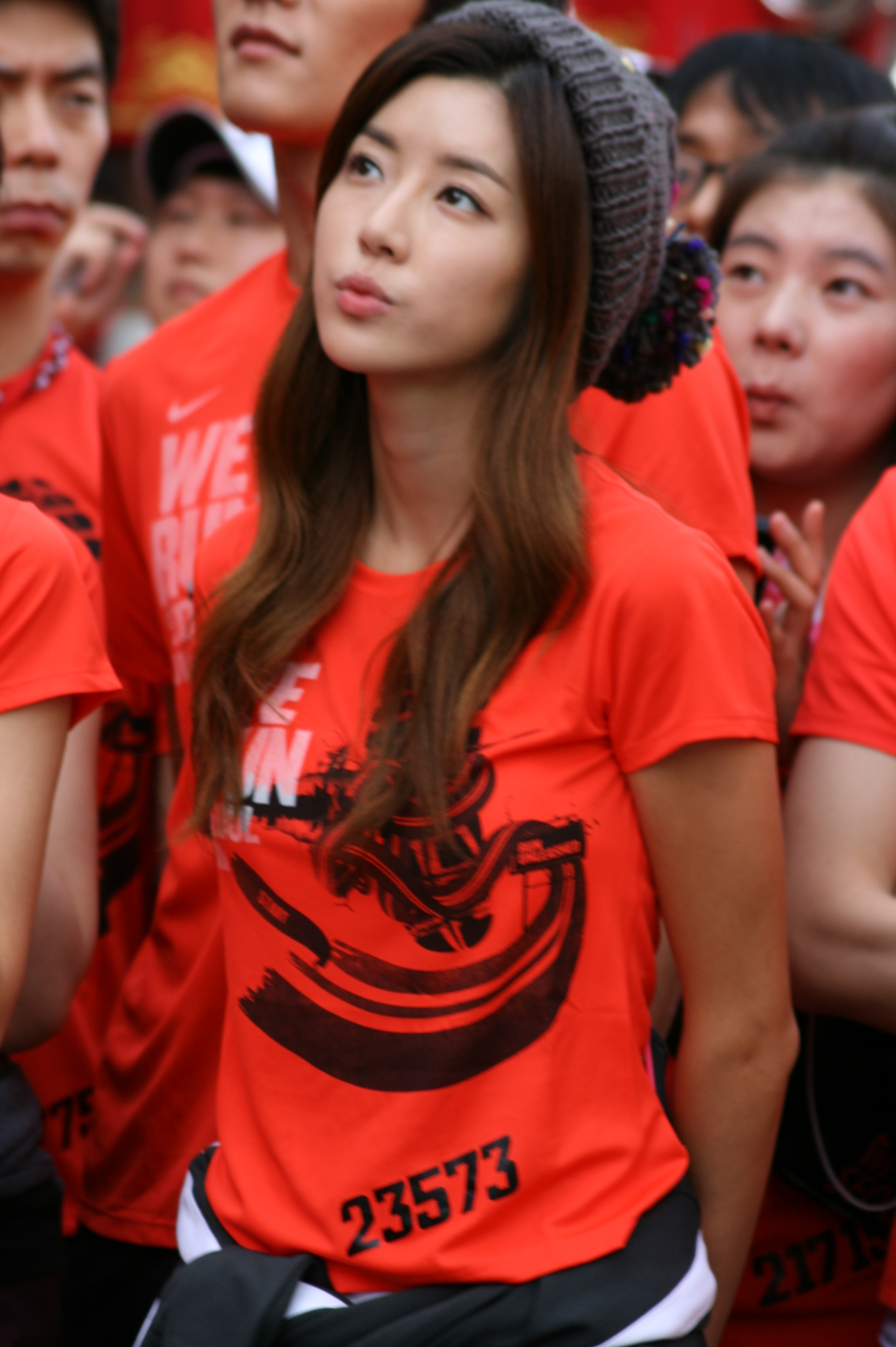
Park Han-byul
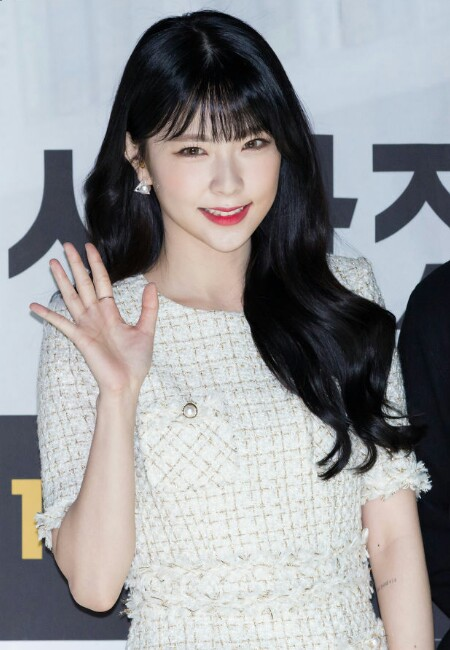
Hyemi
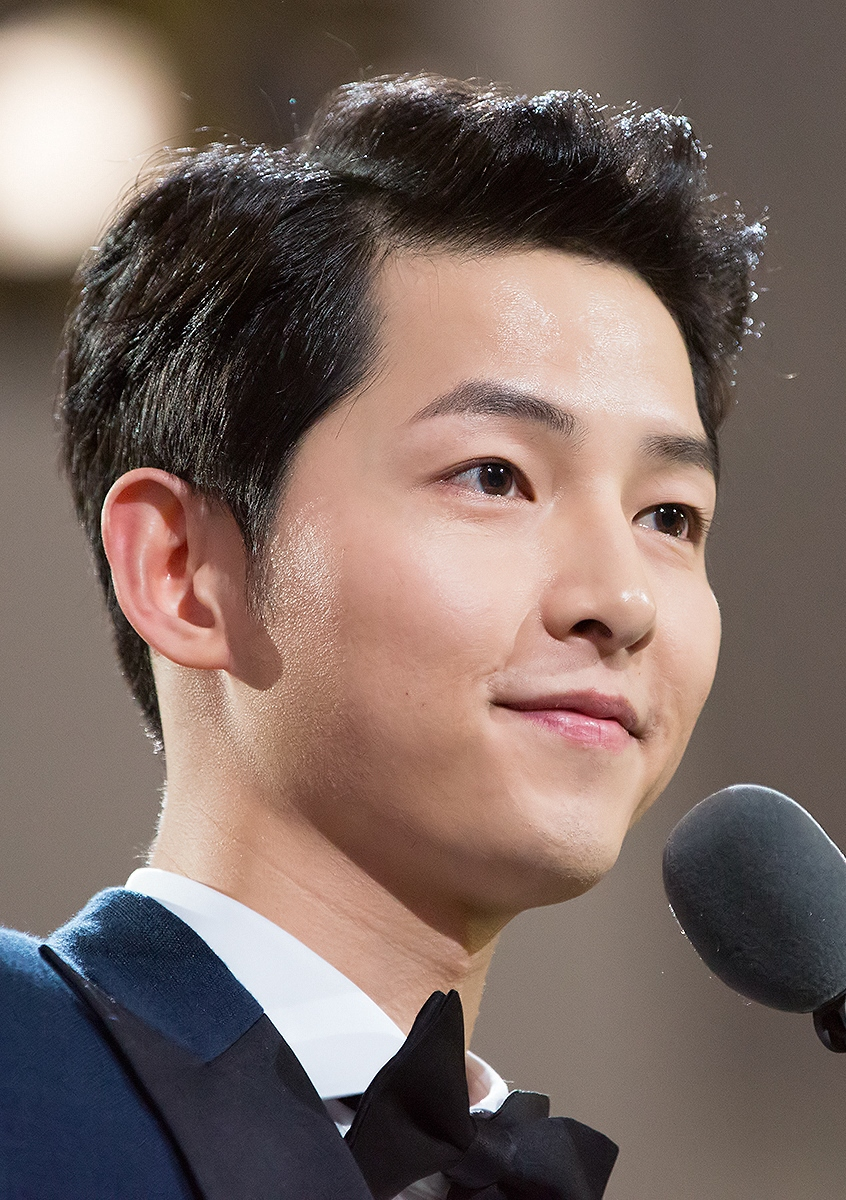
Song Joong-ki
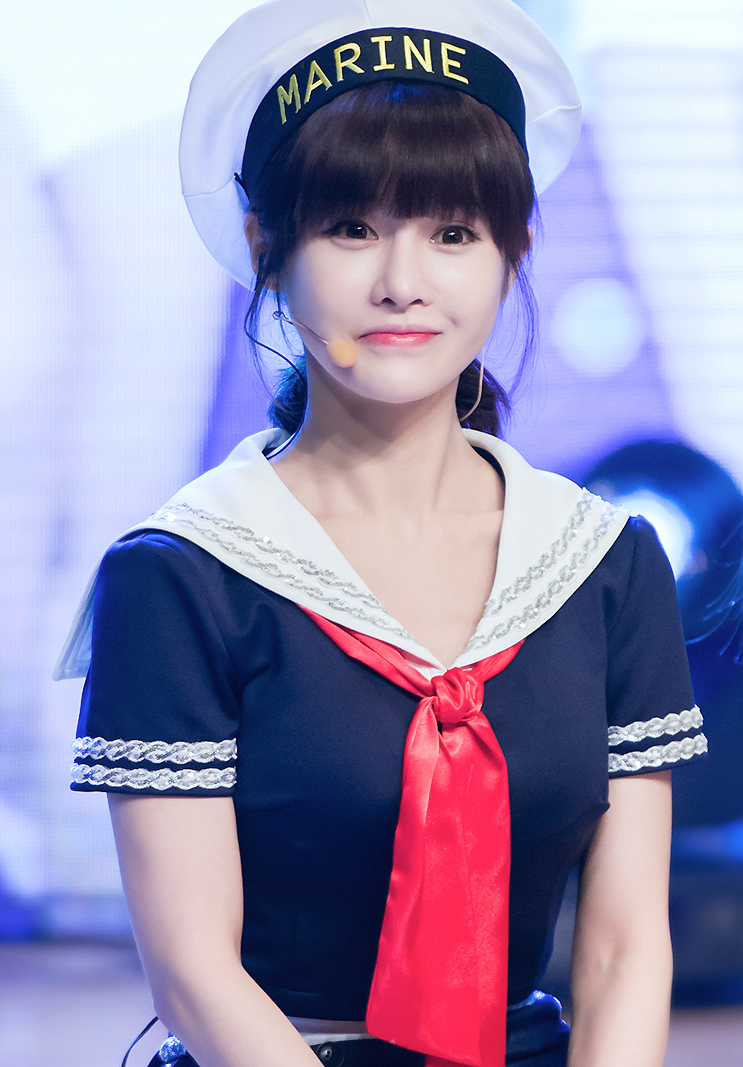
Boram
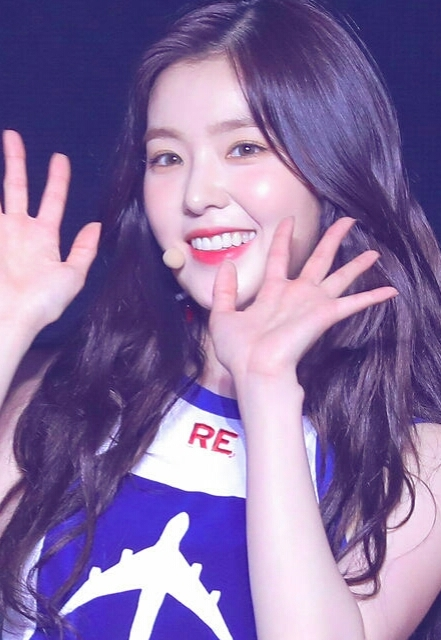
Irene